# Цар Иван Шишман (улица в София)
„Цар Шишман“ е централна улица в София. Носи името на цар Иван Шишман, последния владетел на Търновското царство.
Разположена е между площад „Народно събрание“ и ул. „Хан Крум“, като свършва малко преди бул. „Патриарх Евтимий“. Пресича се с основната улица „Граф Игнатиев“.

## Обекти
На самата улица или в близост до нея са разположени следните обекти:
- Институтът за философски изследвания на БАН
- църквата Свети Седмочисленици
- 133 СОУ „Ал. С. Пушкин“
- 7 СОУ Свети Седмочисленици
- Българска национална филмотека
- Агенция за икономически анализи и прогнози
- Площад „Народно събрание“